# David Brabham
David Brabham, född 5 september 1965 i Wimbledon i London, är en australisk racerförare. Han är son till racerföraren Jack Brabham och svåger till racerföraren Mike Thackwell.

## Racingkarriär
Brabham började tävla i Australien i karting 1983, standardbilar 1985, Formel Ford 1600 1986 och Formel Atlantic 1987. 1989 flyttade han till Europa och började köra för Bowman Racing och vann det Brittiska F3-mästerskapet. Han debuterade i formel 1 säsongen 1990 då han ersatte Gregor Foitek i formel 1-stallet Brabham från och med San Marinos Grand Prix 1990. Brabham lyckades dock bara kvalificera sig till sex lopp av vilka han bröt fem och kom på femtonde plats i det resterande. Detta klena resultat gjorde att han efter säsongen fick lämna stallet.
Brabham började nu tävla i sportvagnar och vann Spa 24-timmars i Nissan 1991. Året efter vann han Daytona 24-timmars i TWR Jaguar. Säsongen 1994 återvände han till F1 som försteförare i Simtek och blev där stallkamrat med Roland Ratzenberger, som omkom under kvalificeringen till säsongens tredje lopp, San Marinos Grand Prix 1994. Efter säsongen beslöt sig Brabham för att lägga av formel 1 och i stället börja tävla i sportvagnar igen.
Brabham vann Le Mans 24-timmars 2009 tillsammans med Marc Gené och Alexander Wurz.

## F1-karriär
| Säsong | Stall/Tillverkare | Poäng | Placering |
| ------ | ----------------- | ----- | --------- |
| 1990   | Brabham-Judd      | 0     | –         |
| 1994   | Simtek-Ford       | 0     | –         |